# サン＝クリストフ (タルヌ県)
サン＝クリストフ （Saint-Christophe、オック語:Sant Cristòfol）は、フランス、オクシタニー地域圏、タルヌ県のコミューン。

## 地理
1876年、モンティラから分離してサン＝クリストフはコミューンとなった。1973年にサン＝クリストフはナルトゥーを吸収した。

## 人口統計
| 1962年 | 1968年 | 1975年 | 1982年 | 1990年 | 1999年 | 2007年 | 2014年 |
| ------ | ------ | ------ | ------ | ------ | ------ | ------ | ------ |
| 196    | 169    | 165    | 133    | 107    | 123    | 126    | 136    |

参照元:1962年から1999年までは複数コミューンに住所登録をする者の重複分を除いたもの。それ以降は当該コミューンの人口統計によるもの。1999年までEHESS/Cassini、2006年以降INSEE。